# Grote Beer

Kaart van het sterrenbeeld Grote Beer

Grote Beer (Ursa Major, afkorting UMa) is een sterrenbeeld aan de noorderhemel, tussen rechte klimming 8u05m en 14u27m en tussen declinatie 28° en 73°. Op de breedte van de Benelux is het grotendeels circumpolair en gaat dus nooit onder. Het helderste stuk van het sterrenbeeld staat bekend onder de bijnaam "de Steelpan" (ook wel "Grote Wagen") en is gemakkelijk aan de hemel te vinden. Het kan als oriëntering dienen voor het opzoeken van enkele sterren.
- De verbinding Beta - Alpha vijf keer noordwaarts verlengd wijst naar Polaris, de Poolster. Omgekeerd, naar het zuiden toe, wijst dit koppel naar Alpha Crateris (Alkes).
- De verbinding Delta - Alpha wijst naar Capella.
- De verbinding Delta - Beta wijst naar Castor en Pollux
- De verbinding Delta - Gamma wijst naar Regulus
- Het verlengen van de boog van de steel wijst naar Arcturus, hoofdster van Ossenhoeder
- Wordt deze verbinding nog verder doorgetrokken, komt men uit bij Spica, hoofdster van Maagd

## Sterren

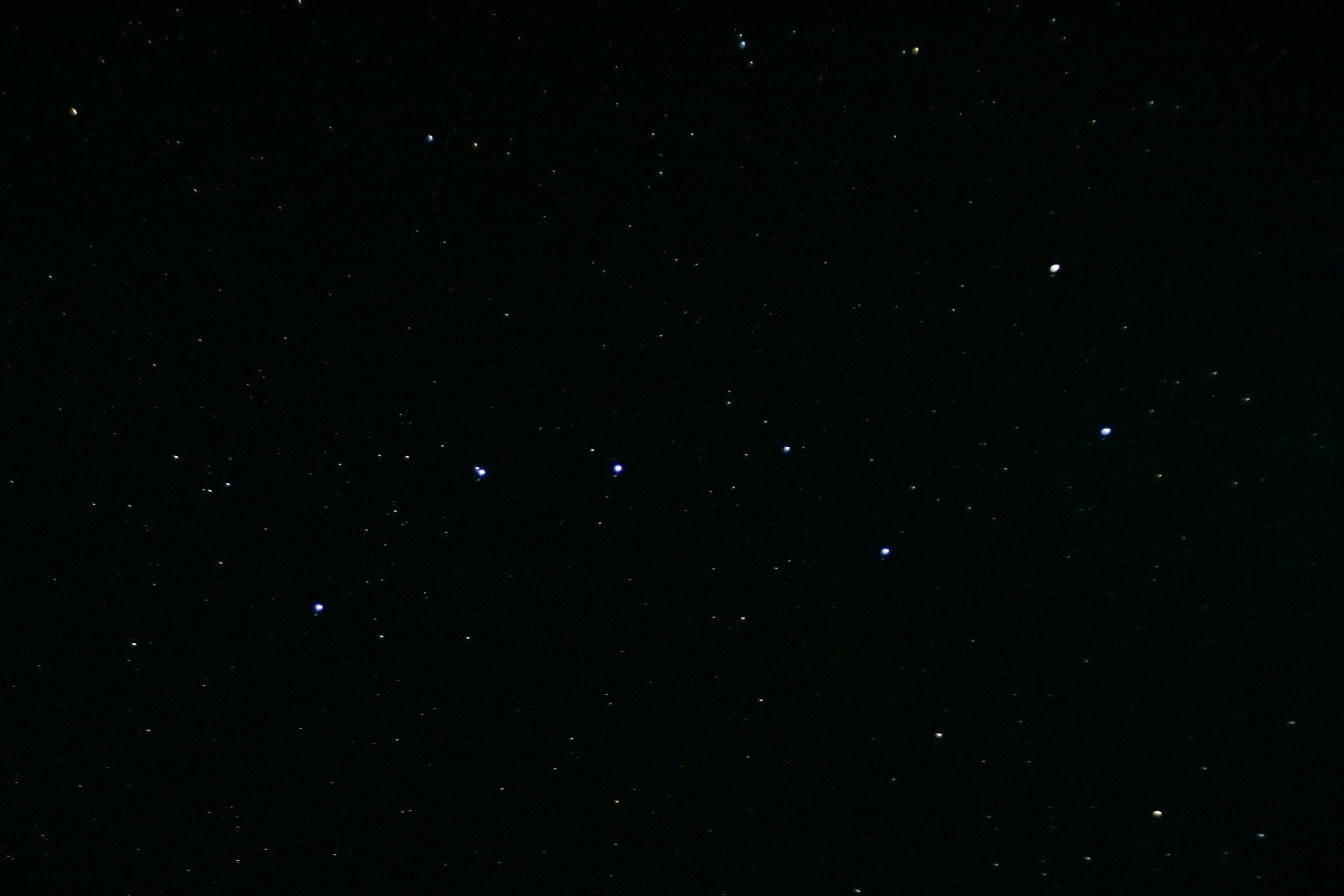
De "Steelpan", het opvallendste deel van dit sterrenbeeld, zoals te zien met het blote oog.

De helderste sterren in de Grote Beer staan hieronder, in volgorde van afnemende helderheid (vet: de zeven sterren van de steelpan).
- Alioth (ε, epsilon Ursae Majoris) - de derde ster van de steel
- Dubhe (α, alpha Ursae Majoris) - de schenktuit
- Alkaid (η, eta Ursae Majoris) = het uiteinde van de steel
- Mizar (ζ, zeta Ursae Majoris) - het midden van de steel
- Merak (β, beta Ursae Majoris) - onder de schenktuit
- Phad (γ, gamma Ursae Majoris) - de onderkant, onder de steel
- Tania Australis (μ, mu Ursae Majoris)
- Talitha (ι, iota Ursae Majoris)
- Megrez (δ, delta Ursae Majoris) - de aanhechting van steel en pan
- Muscida (ο & π, omicron & pi Ursae Majoris)
- Tania Borealis (λ, lambda Ursae Majoris)
- Alula Borealis (ν, nu Ursae Majoris)
- Alcor (80 Ursae Majoris) "het Ruitertje" bij Mizar
- Alula Australis (ξ, xi Ursae Majoris)
- Chalawan (47 Ursae Majoris), een van de eerste sterren waarbij een exoplaneet ontdekt werd.

De ster Mizar is met Alcor een nog juist met het blote oog te scheiden visuele dubbelster.

## Bezienswaardigheden
In de Grote Beer zijn tamelijk veel sterrenstelsels te vinden, zie hiervoor de lijst van Messierobjecten. Interessant, maar niet zichtbaar, is ook het in 2005 ontdekte Ursa Major dwergstelsel.
- Het Bodestelsel is een spiraalvormig sterrenstelsel op een absolute magnitude van -20,8 en op een afstand van 12 miljoen lichtjaar.
- NGC 4102 is een balkspiraalstelsel op en afstand van 69 miljoen lichtjaar.
- NGC 4605 is een balkspiraalstelsel dat ligt 15,3 miljoen lichtjaar van de Aarde.
- De Uilnevel is een planetaire nevel op een magnitude van 9,9.
- Het Sigaarstelsel is een onregelmatig sterrenstelsel op een magnitude van 8,4 en op een afstand van 12 miljoen lichtjaar.
- Het Windmolenstelsel is een spiraalvormig sterrenstelsel op een magnitude van 7,9 en op een afstand van 21 miljoen lichtjaar.
- Winnecke 4 is een tweetal sterren op magnitudes van 9,0 en 9,3.
- Het telescopisch asterisme Broken Engagement Ring op iets meer dan één graad ten westen van de ster Beta Ursae Majoris (β UMa, Merak).

## Aangrenzende sterrenbeelden
(met de wijzers van de klok mee)
- Draak (Draco)
- Giraffe (Camelopardalis)
- Lynx
- Kleine Leeuw (Leo Minor)
- Leeuw (Leo)
- Hoofdhaar (Coma Berenices)
- Jachthonden (Canes Venatici)
- Ossenhoeder (Boötes)

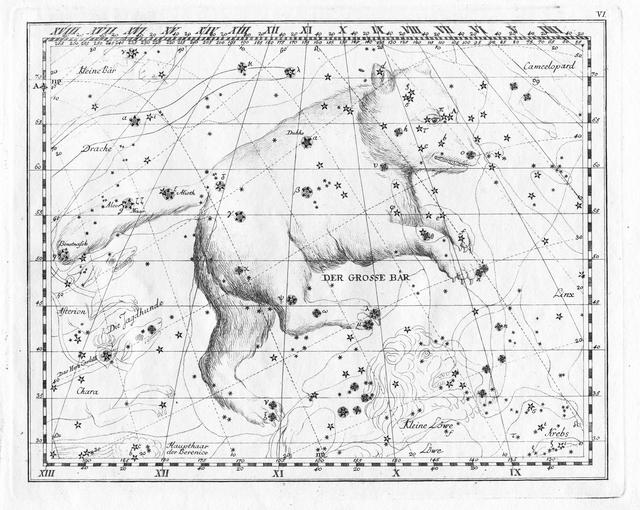
Sterrenkaart van J.E. Bode uit 1782, uit de "Vorstellung der Gestirne auf XXXIV Tafeln"
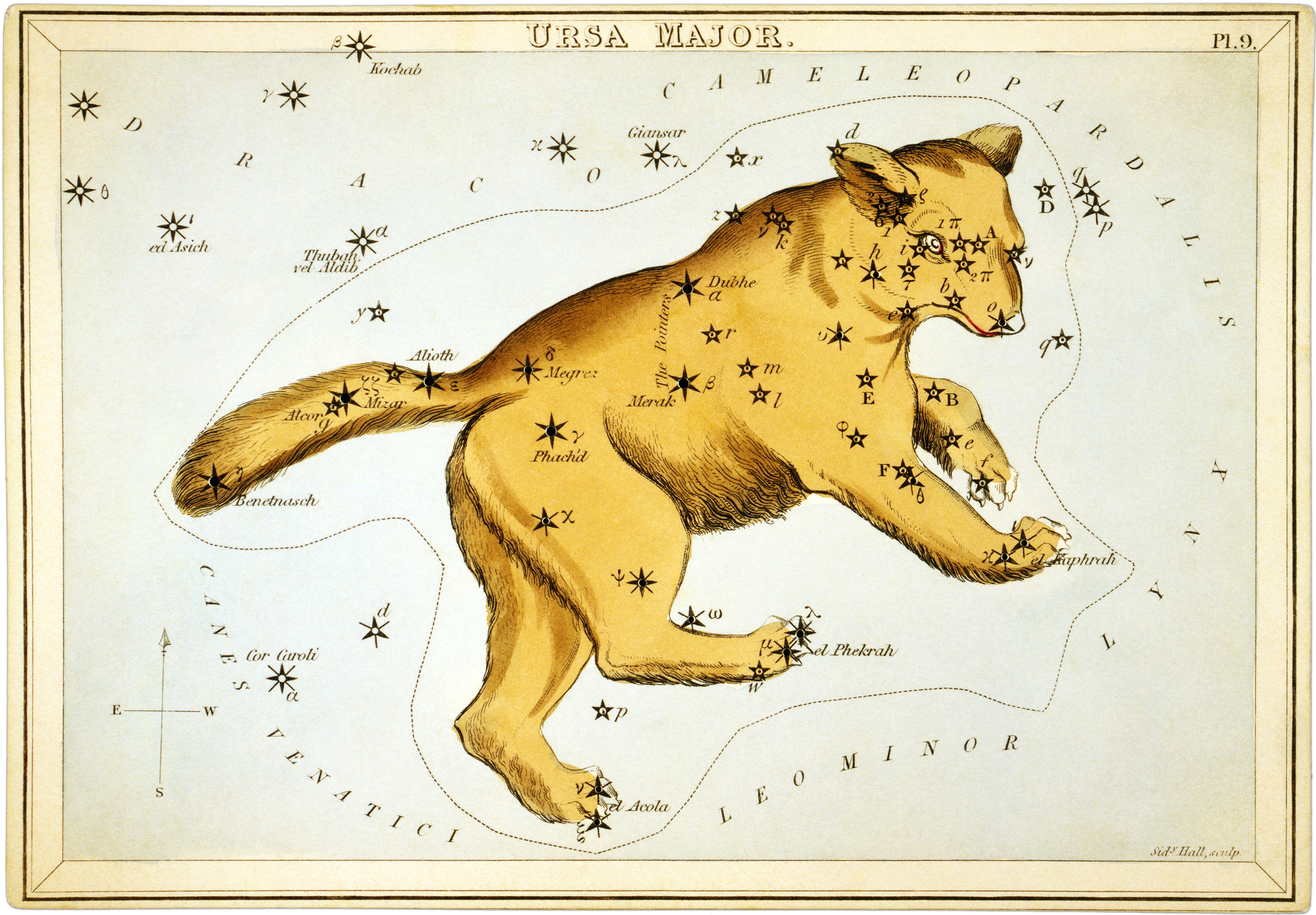
Astronomische kaart van Ursa Major, 1825
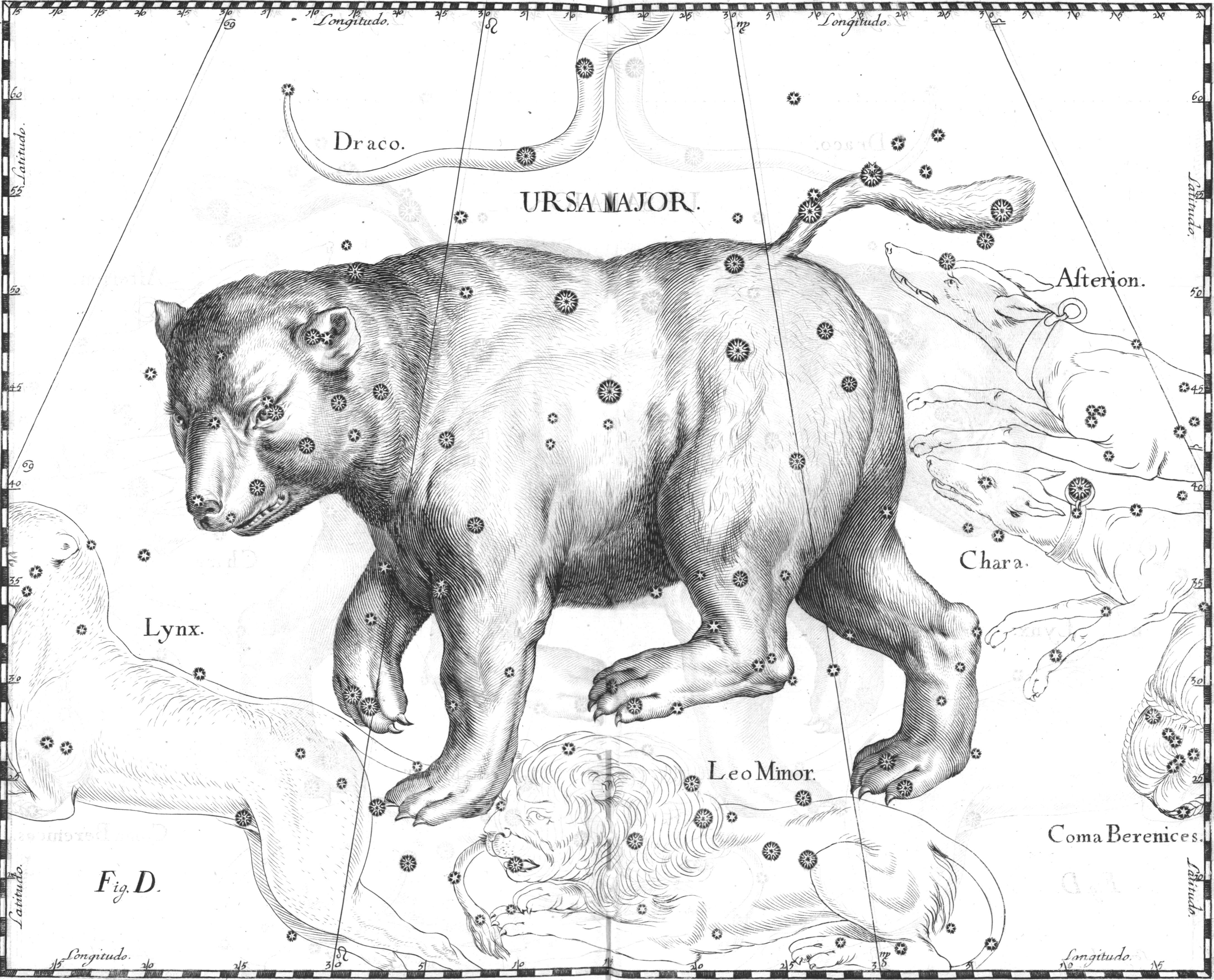
Ursa Major op een kaart van Johannes Hevelius, 1690
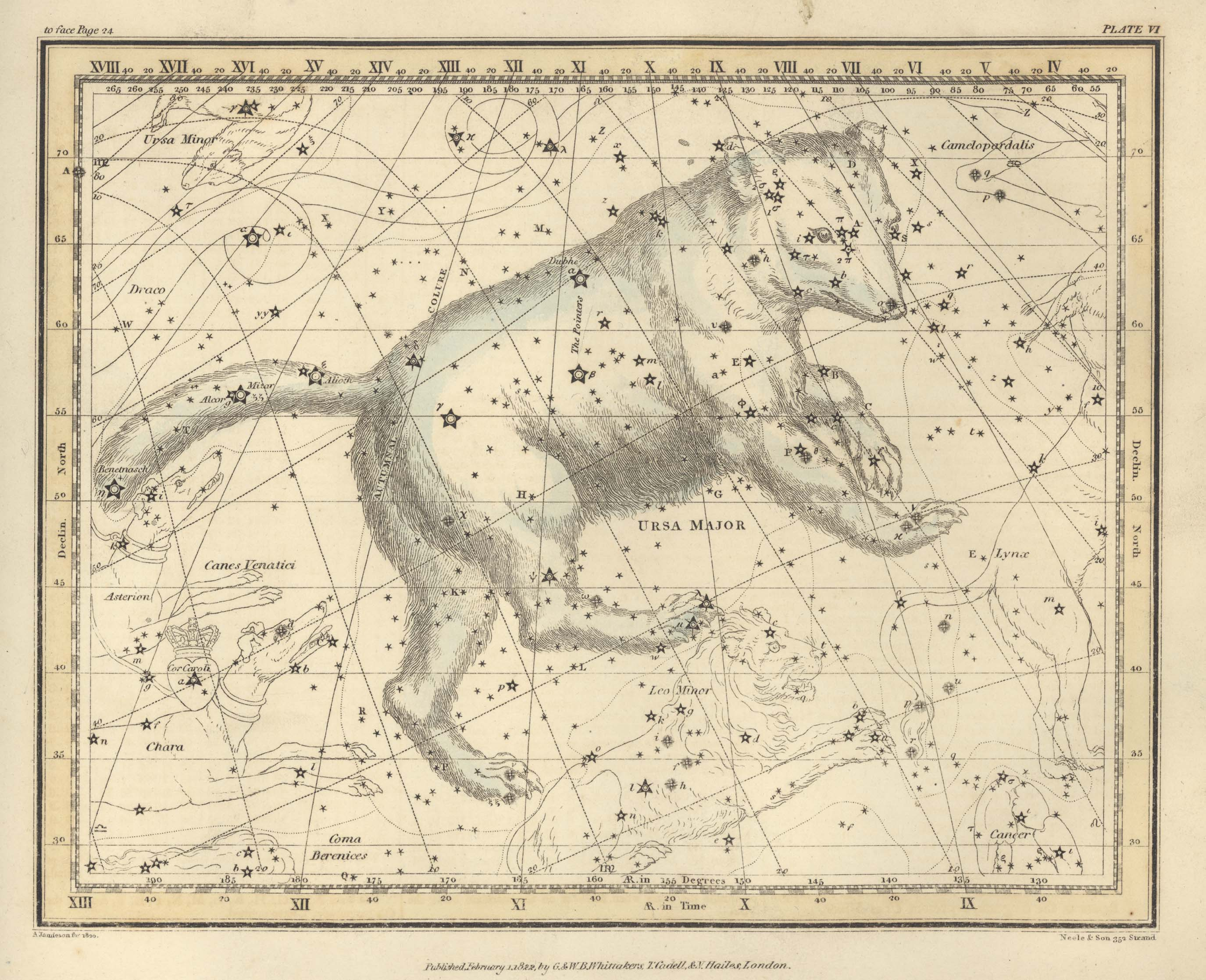
De Grote Beer in de Celestial Atlas van Alexander Jamieson (1822).

## Trivia
- De namen Arctis en Antarctica voor noord- en zuidpoolgebied zijn afgeleid van de Grote en Kleine Beer, Arktos is Grieks voor "beer".
- Het Chinese satellietnavigatiesysteem Beidou is vernoemd naar de Grote Beer.
- De Vlag van Alaska bestaat uit de zeven helderste sterren uit de Grote Beer en de poolster.
- Volgens de Azteekse mythologie was de grote beer de rechtervoet van de nachtgod Tezcatlipoca en de poolster als rokende spiegel de stomp van zijn linkervoet.